# سریم (III) برومید
سریم(III) برومید (به انگلیسی: Cerium(III) bromide) با فرمول شیمیایی CeBr۳ یک ترکیب شیمیایی است. که جرم مولی آن ۳۷۹٫۸۲۸ g/mol می‌باشد. شکل ظاهری این ترکیب، جامد سفید و خاکستری است.